# Monica Dolan
Monica Dolan (ur. 2 marca 1969 w Middlesbrough) – brytyjska aktorka filmowa i serialowa, absolwentka Guildhall School of Music and Drama w Londynie (1991).

## Filmografia[1]
- 1996: Sen nocy letniej (A Midsummer Night’s Dream) jako Hermia
- 1999: Topsy-Turvy jako panna Barnes
- 2002: Muskając aksamit (Tipping the Velvet, serial) jako Alice Astley
- 2005: Guernsey jako Claire
- 2005: Wallis i Edward (Wallis & Edward) jako Elizabeth
- 2006: The Commander: Blacklight jako Pamela Hayes
- 2007: The History of Mr Polly jako Annie Larkins
- 2008: King Lear jako Regan
- 2009: U Be Dead jako Maria Marchese
- 2009: Okupacja (Occupation, serial) jako Nicky Swift
- 2009: Wichry Kołymy (Within the Whirlwind) jako Pitkowska
- 2010: Nie opuszczaj mnie (Never Let Me Go) jako pielęgniarka
- 2010: Nadkomisarz Banks (DCI Banks, serial) jako Maggie Forrest
- 2010: Excluded jako Amanda
- 2011: U boku oskarżonego (Appropriate Adult serial) jako Rose West
- 2012: Turyści (Sightseers) jako Janice
- 2013: Complicit jako Judith
- 2013: Kick-Ass 2 jako mama Tommy’ego
- 2013: Alan Partridge (Alan Partridge: Alpha Papa) jako Angela Ashbourne
- 2013: Kłopotliwa sprawa (The Escape Artist, serial) jako Eileen Morris
- 2013: Out of Darkness jako kobieta
- 2014: W1A (serial) jako Tracey Pritchard
- 2014: Upadające (The Falling) jako panna Alvaro
- 2014: Dumni i wściekli (Pride) jako Marion
- 2015: Trafny wybór (The Casual Vacancy, serial) Tess Wall
- 2015: Niewidzialny wróg (Eye in the Sky) jako Angela Northman
- 2016: Opowieści Neila Gaimana (Neil Gaiman’s Likely Stories, serial) jako Nora / Miranda Walker / Kierowniczka kawiarni / Dr Marshall
- 2016: Świadek oskarżenia (The Witness for the Prosecution) jako Janet McIntyre
- 2017: Cormoran Strike (Strike, serial) jako Leonora Quine